# 喬爾諾耶湖 (沙圖拉區)
55°37′40″N 39°42′51″E / 55.62778°N 39.71417°E
喬爾諾耶湖（俄语：Чёрное озеро），是俄羅斯的湖泊，位於該國西部，由莫斯科州負責管轄，處於沙圖拉區，長0.8公里、寬0.6公里，面積0.3平方公里，最大水深7米。